# Вільям Дайс
Вільям Дайс (англ. William Dyce 19 вересня, 1806, Абердин — 14 лютого, 1864, Лондон) — шотландський художник, переважно фресок і релігійних композицій. Шотландець за походженням.

## Біографія
Народився в Абердині в родині лікаря. Батько волав бачити сина медиком. Але син обрав художню кар'єру і після закінчення коледжу в Абердині відбув у Лондон.
Навчався в школі Королівської (державної) Академії мистецтв. 1825 року вперше відвідав Італію, де вивчав твори Ніколя Пуссена та Тіціана. Несамостійний в композиціях, він пізніше використає цитати з картин художників XVI і XVII ст. у власних творах. Вдруге він відвідає Рим в 1827 році, де перебуватиме півтора року. На цей період припадає його знайомство з німецьким художником Фрідріхом Овербахом, представником школи назарейців. 1829 року він повернувся в Единбург, де був відомий як художник-портретист. Але бажання працювати для католицької церкви переважило і він працював також над створенням релігійних композицій.
Ще в часи роботи в Единбурзі виявив зацікавлення в дизайні і був викликаний у Лондон. Разом із ще одним колегою був відправлений у відрядження у Францію та Німеччину для вивчення їх досвіду в дизайні й відповідній освіті митців-дизайнерів. 1840 року він дістав посаду голови Школи дизайну, згодом переформованої в Королівський коледж мистецтв. У Школі дизайну працював три роки. Окрім фрескового живопису, був майстром живопису по віконному склу, тобто імітації вітражів в XIX столітті.
Він був набожним католиком і це вплинуло на створення більшості його картин на біблійну тематику. Схильність до релігійної тематики і середньовічних чи літературних сюжетів зробило з нього важливого попередника прерафаелітів в Британії.
Був відомий також як музикант, грав церковну музику і був популярним тоді органістом.
Серед монументальних творів митця — стінописи в Палаті лордів в Лондоні і в гардеробній кімнаті королеви Британії.
Помер в Лондоні.

## Художня манера
На художню манеру митця сильно вплинуло перебування в Італії і вивчення фрескового живопису великих попередників, серед яких художник особливо виділяв Пінтуріккіо та П'єтро Перуджино. Яскраве італійське освітлення і вивчення уславлених картин Тиціана та Ніколя Пуссена підтримало його природний колористичний хист. Художник багато працював в галузі релігійних композицій, що зробило яскравими його типові біблійні композиції в стилі академізму. Типовий прихильник еклектики, консервативно налаштований Вільям Дайс найменше рахувався зі стилем романтизм і знахідками французів Жеріко чи Делакруа, британців Вільяма Тернера чи Констебла. Навіть якщо його персонажі в картині активно рухаються, то це має присмак літературщини чи театральності («Франчека да Ріміні і Паоло», «Король Лір і блазень під час бурі»). Більш самостійним він був лише в пейзажах, де не забував повчання, дидактику в стилі добропорядності і релігійних чеснот («Пейзаж в Уельсі з двома панянками, котрі не гають часу, а прядуть»).

## Вибрані твори
- «Старий рибалка»
- «Каяття Марії Магдалини»
- «Мадонна з немовлям»
- «Пейзаж в Аррені»

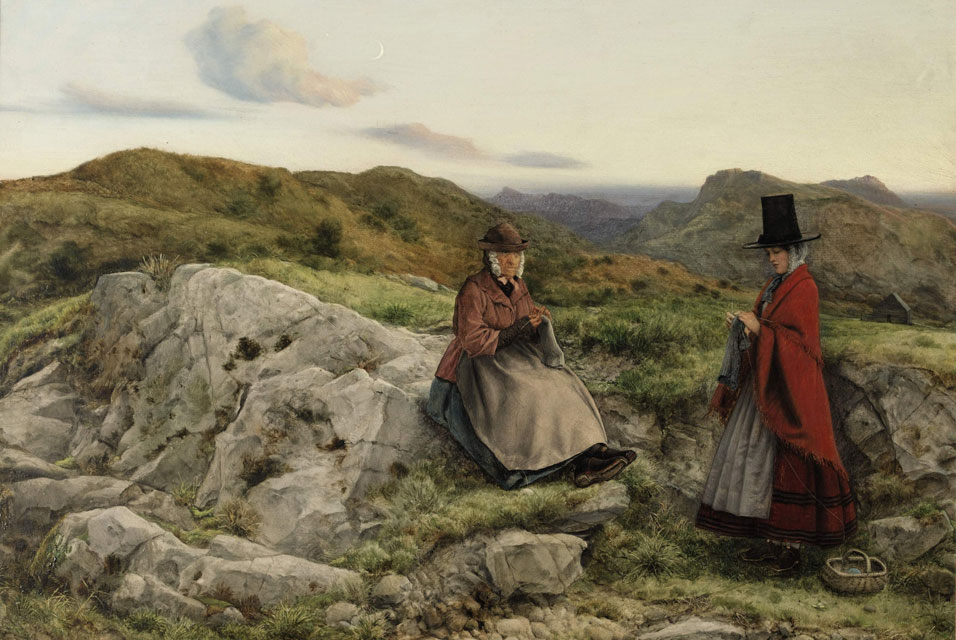
«Пейзаж в Уельсі з двома панянками, котрі не гають часу, а прядуть»

- «Узбережжя Пігвелл Бей, Кент», Галерея Тейт, 1860 р.
- «Франчека да Ріміні і Паоло»
- «Король Лір і блазень під час бурі», за п'єсою Шекспіра
- «Зустріч Якова і Рахілі»
- "Пейзаж в Уельсі з двома панянками, котрі не гають часу, а прядуть "
- «Нептун вітає Британію, володарку морів»

## Галерея

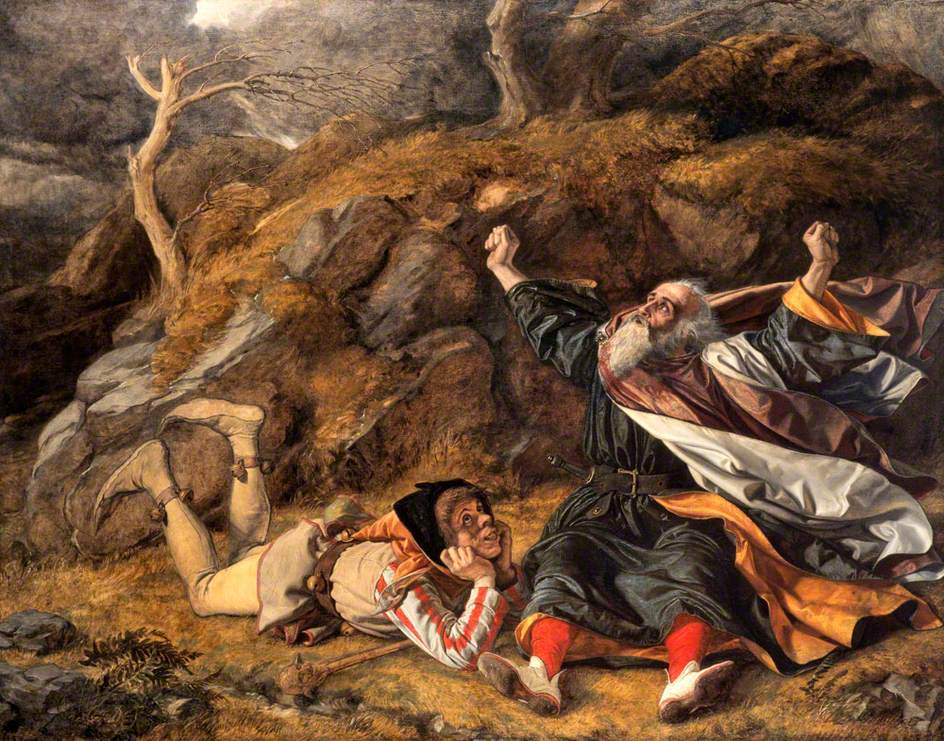
«Король Лір і блазень під час бурі»
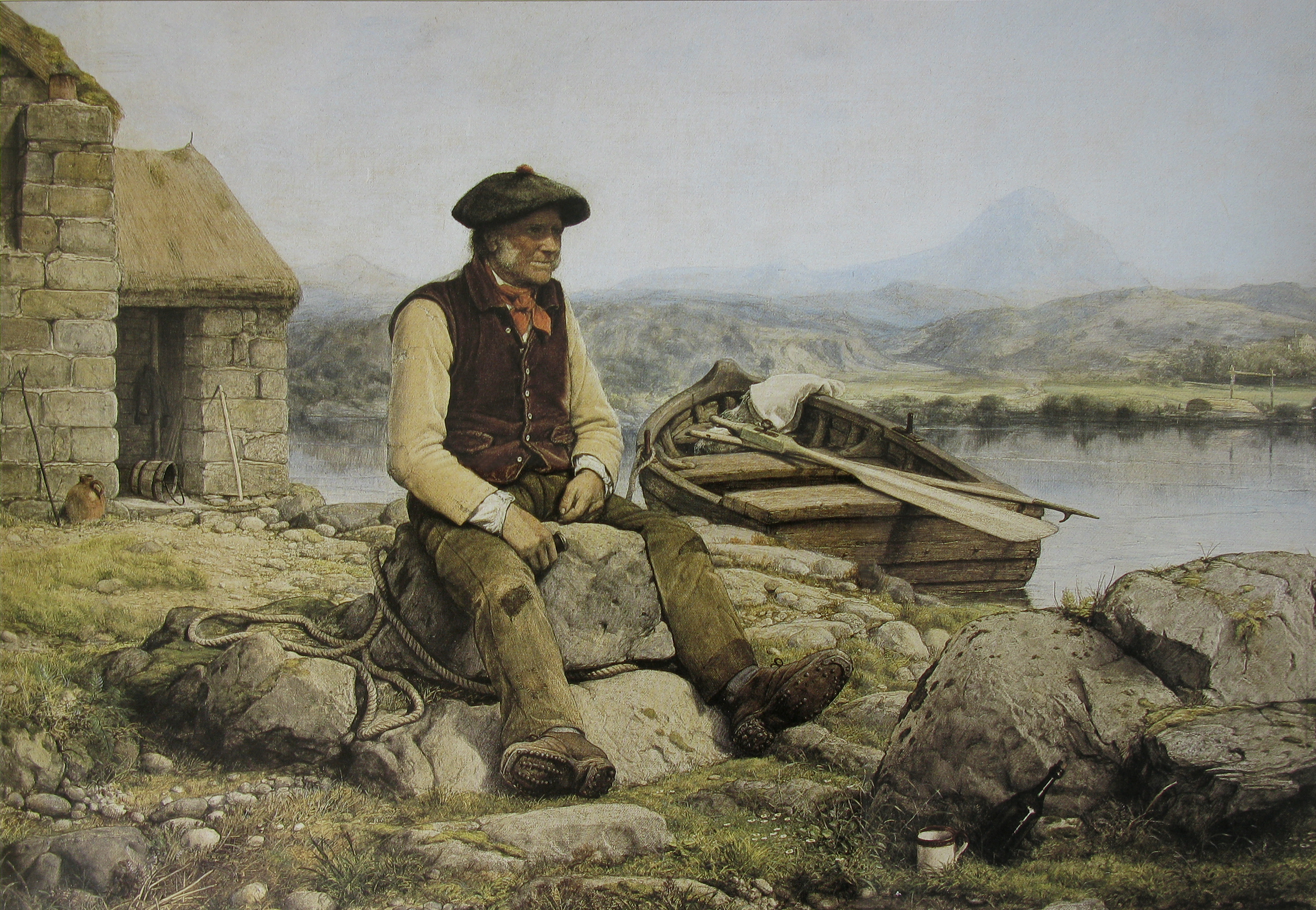
«Старий рибалка»
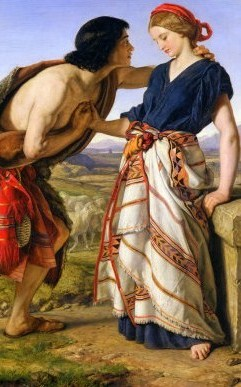
«Зустріч Якова і Рахілі»
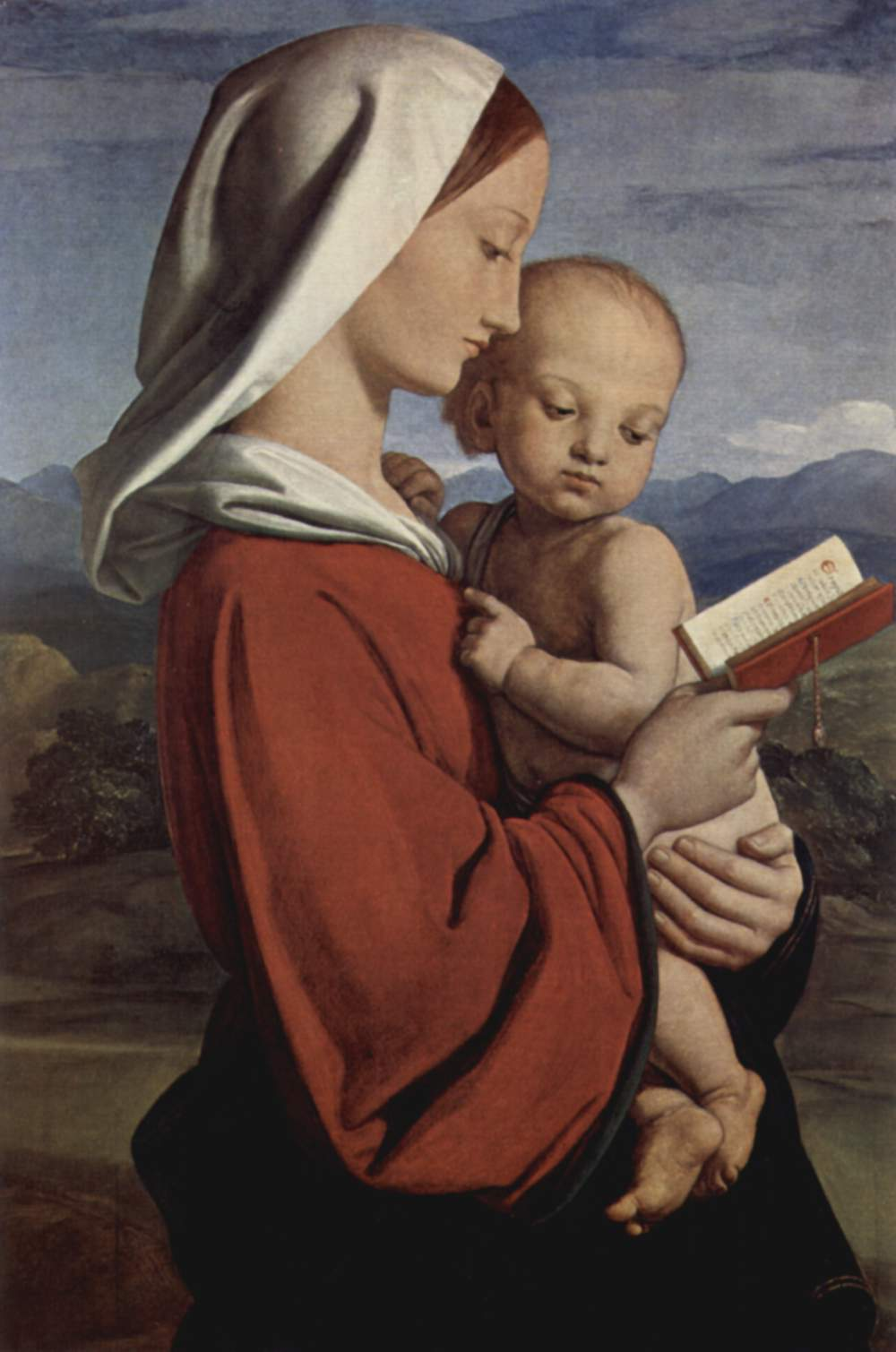
«Мадонна з немовлям»
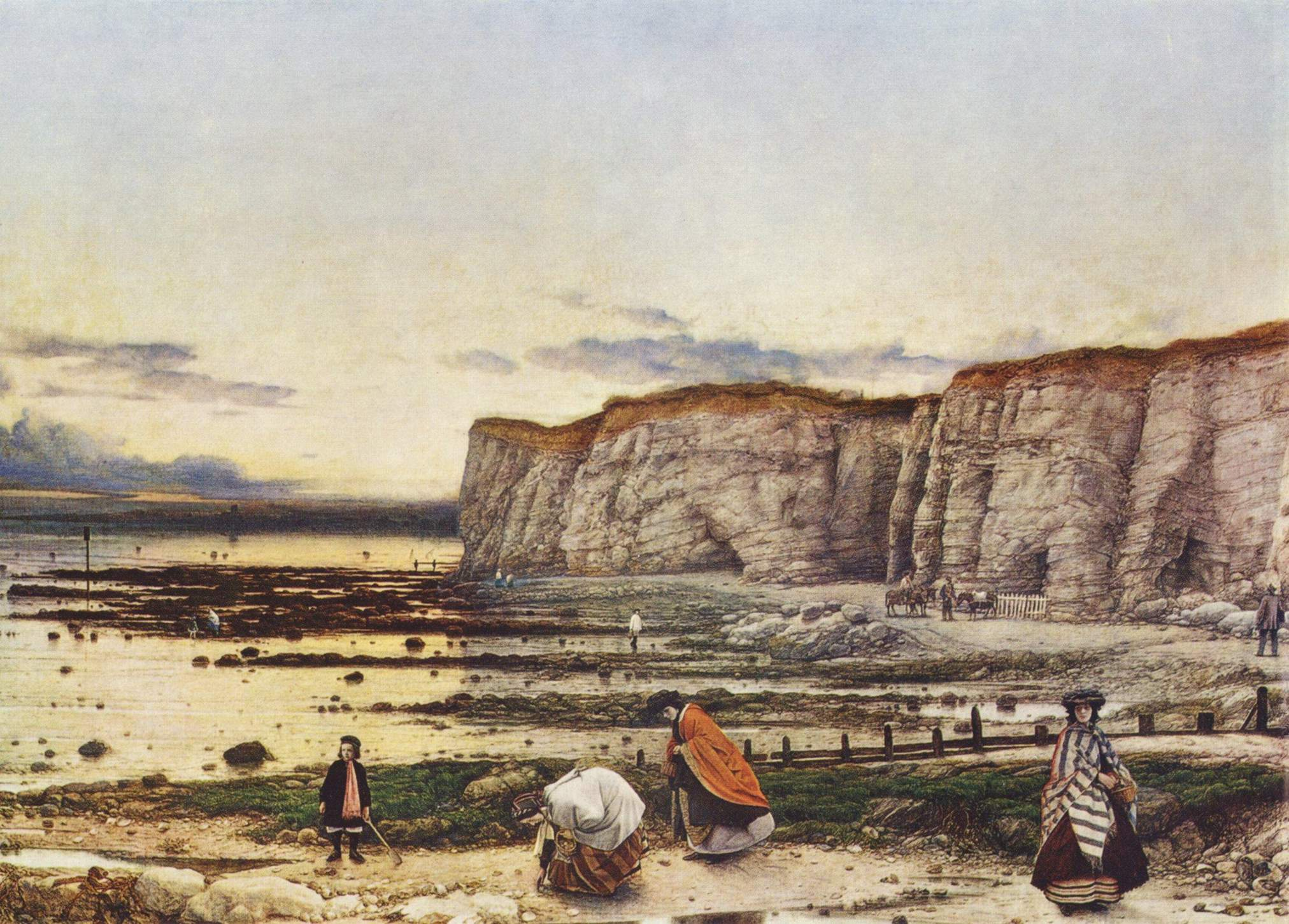
«Узбережжя Пігвелл Бей, Кент»
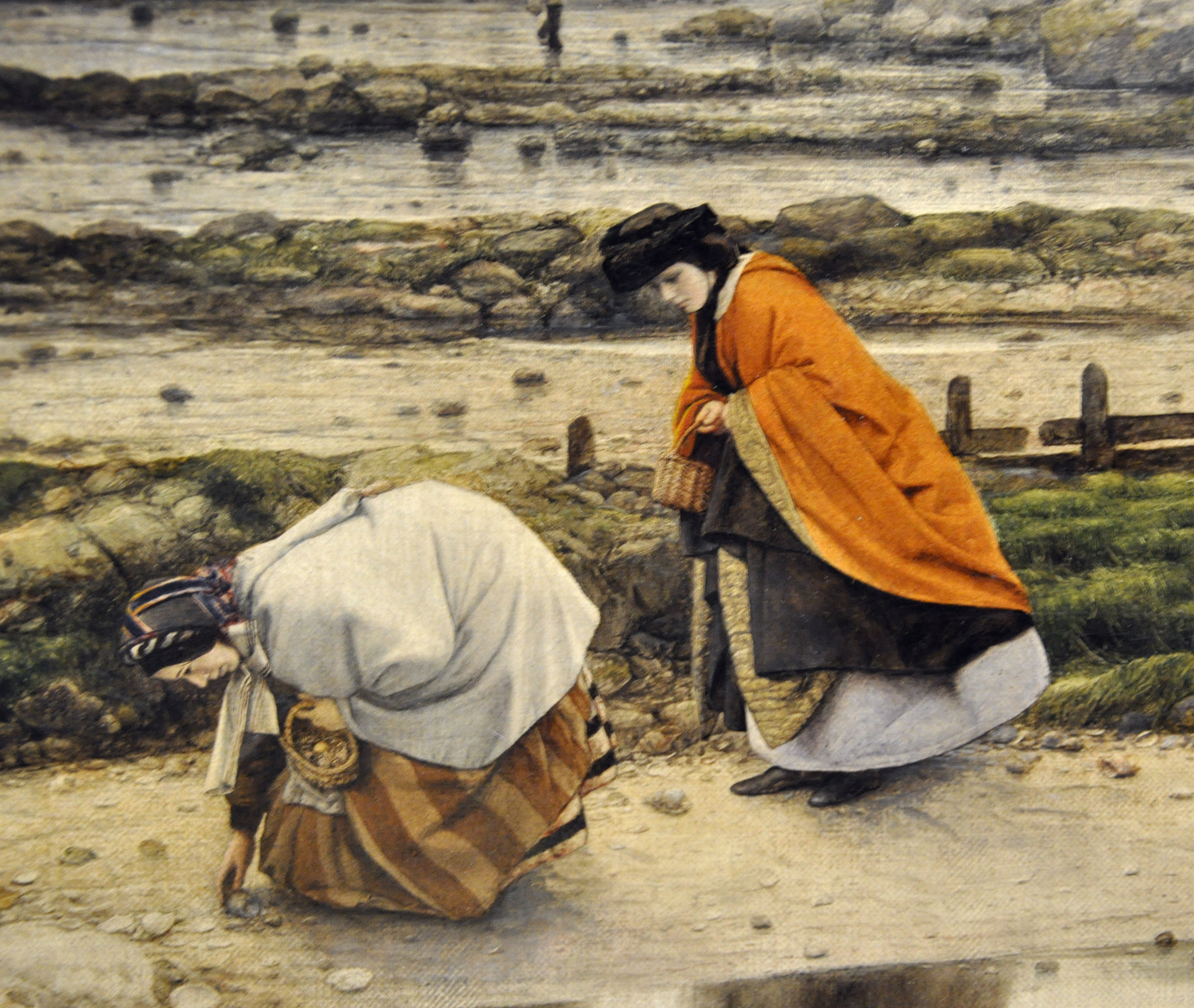
« Узбережжя Пігвелл Бей, Кент», фрагмент
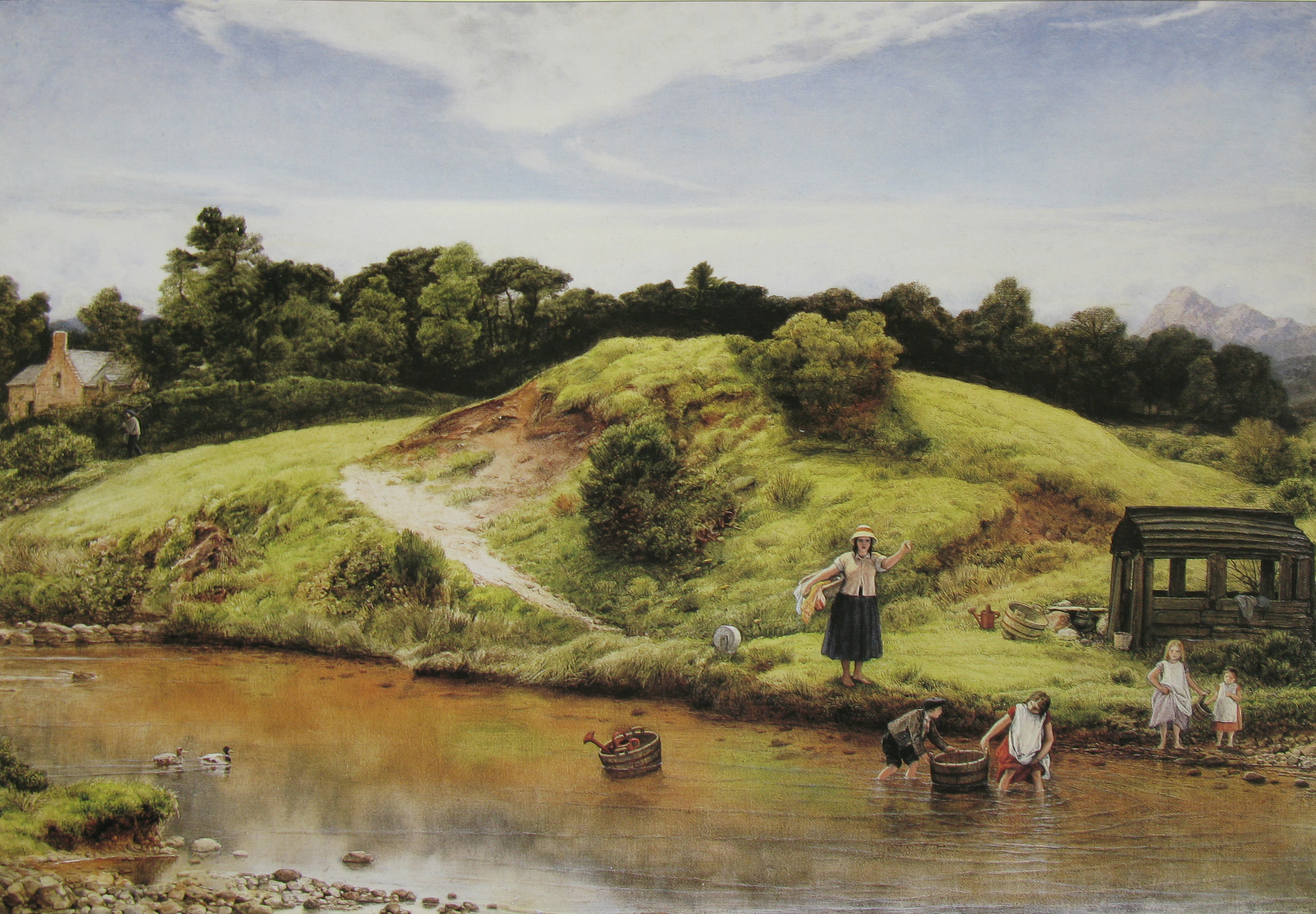
«Пейзаж в Аррені», 1860 р.
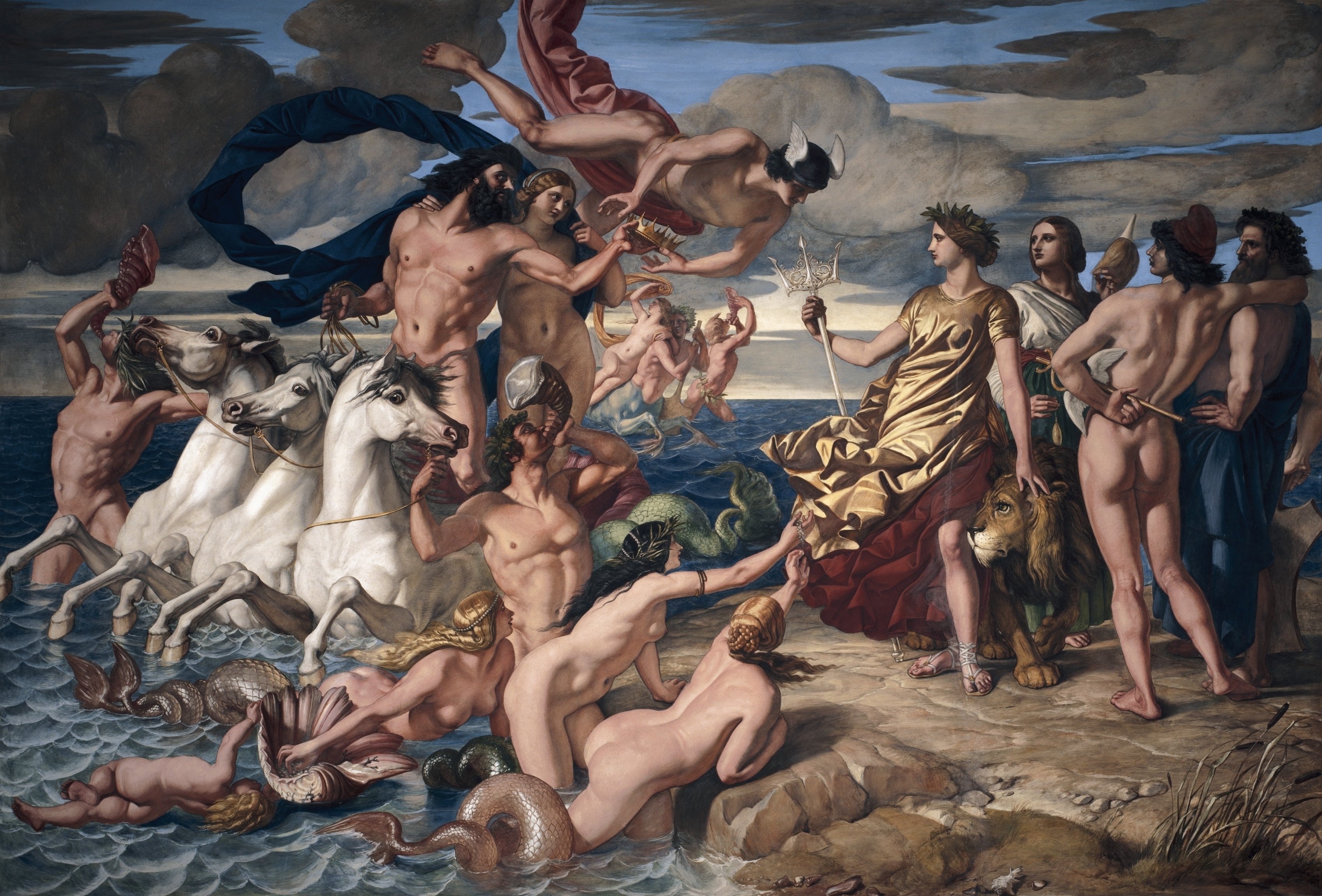
«Нептун вітає Британію, володарку морів»